# Liste der Monuments historiques in Steinbourg
Die Liste der Monuments historiques in Steinbourg führt die Monuments historiques in der französischen Gemeinde Steinbourg auf.

## Liste der Objekte
| Bezeichnung | Beschreibung                                               | Standort                                | Kennzeichnung | Schutzstatus | Datum | Bild |
| ----------- | ---------------------------------------------------------- | --------------------------------------- | ------------- | ------------ | ----- | ---- |
| Tragaltar   | Schiefer, Holz, bemalt, zweite Hälfte des 15. Jahrhunderts | in der Kirche Sts-Pierre-et-Paul (Lage) | PM67000322    | Classé       | 1970  |      |